# 3:2 pull down
El three-two pull down es un término que se usa en producción cinematográfica y televisiva para expresar el proceso de postproducción de transferir la película de cine a video. 
El 3:2 pull down convierte los 24 fotogramas por segundo en 29.97 fps. Es decir, 4 fotogramas se convierten en 5, además de reducirse ligeramente la velocidad. La película tiene una velocidad estandarizada de 24 fps, mientras que el vídeo NTSC tiene una velocidad de señal de 29.97 fps. Cuando la película se convierte en vídeo de NTSC, debe ajustar dicha velocidad al nuevo formato. Este proceso consiste en el escaneo de un primer fotograma tres veces, seguido del escaneo del siguiente fotograma únicamente dos veces (y así sucesivamente). Por este motivo la conversión se denomina "3:2". El concepto "pull down" (tirar hacia abajo") remite al procedimiento mecánico de tirar la cinta de celuloide hacia abajo con el fin de avanzar frame a frame a una velocidad constante (la más común, 24 fps).

## Telecine
La velocidad estandarizada de fotogramas por segundo es de 24. Muchos televisores actuales y antiguos tienen una frecuencia de actualización fija de 60 Hz. Así pues, se nos muestra el equivalente digital de 60 fps.
Cuando se ve una película en un televisor de 60 Hz, el software del televisor o del reproductor de DVD detecta el señal que entra y llena los 36 fotogramas que faltan repitiendo fotogramas.
Lo ideal sería que cada fotograma se repitiera el mismo número de veces. Sin embargo, el problema reside en que 24 fps no pueden dividirse uniformemente en 60. Si cada fotograma se repite dos veces, el resultado son 48 fps, restando 12 fotogramas. Aquí es donde entra en juego el 3:2 pull down. Para conseguir los 60 fps, el primer fotograma se muestra 3 veces en pantalla i el segundo solamente 2. El siguiente vuelve a mostrarse 3 veces i el fotograma que lo sigue, 2, y así sucesivamente durante toda la película. En consecuencia, procesando los 24 fps se usan 30 fps. De este modo se iguala la relación de aspecto.
La pantalla del televisor muestra aun cierta imprecisión. Esto es conocido como judder. Aun así, el espectador corriente no puede detectar este proceso. Con el objetivo de obtener una imagen lo más precisa posible, se ha aumentado la velocidad de actualización a 120 Hz en los nuevos televisores, cifra divisible por 24. Esta innovación permite que los fotogramas alternos puedan repetirse de forma uniforme y constante (5 veces cada fotograma). La imagen conseguida es más precisa que con los televisores de 60 Hz.